# ليام مور
ليام مور (بالإنجليزية: Liam Moore) مواليد 31 يناير 1993 في إنجلترا، هو لاعب كرة قدم إنجليزي. مثّل منتخب إنجلترا لكرة القدم.

## مرحلة الشباب

### أندية لعب لها
- ليستر سيتي

## المسيرة الاحترافية

### أندية لعب لها
- ليستر سيتي

## روابط خارجية
- ليام مور على موقع قاعدة بيانات كرة القدم.إي يو (الإنجليزية)
- ليام مور على موقع ناشيونال فوتبول تيمز (الإنجليزية)
- ليام مور على موقع Soccerbase.com (لاعب) (الإنجليزية)
- ليام مور على موقع Soccerway.com (الإنجليزية)
- ليام مور على موقع عالم كرة القدم.نت (الإنجليزية)
- ليام مور على موقع AS.com (الإسبانية)